# Knielen

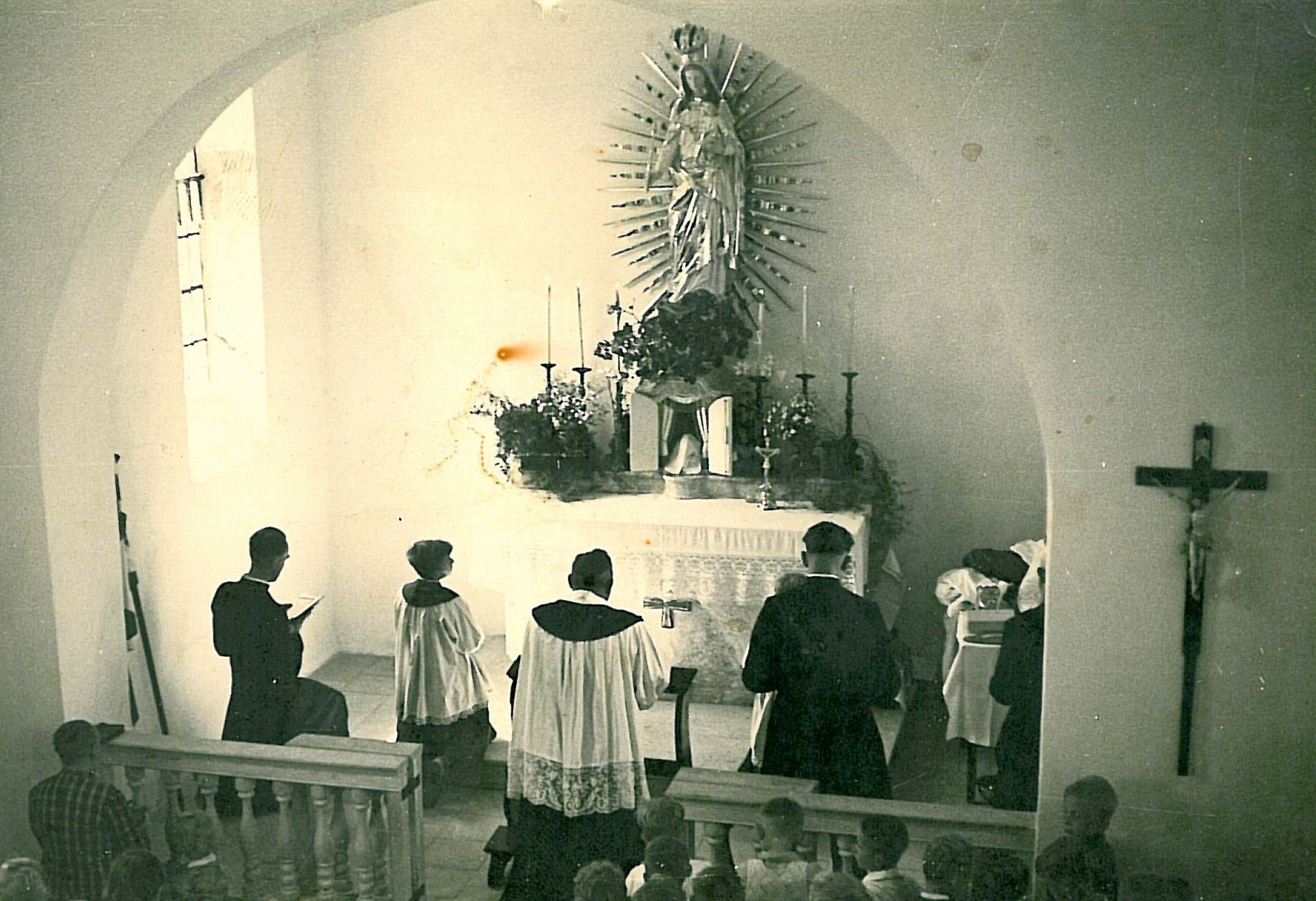
Priester en gelovigen bidden knielend (1949).

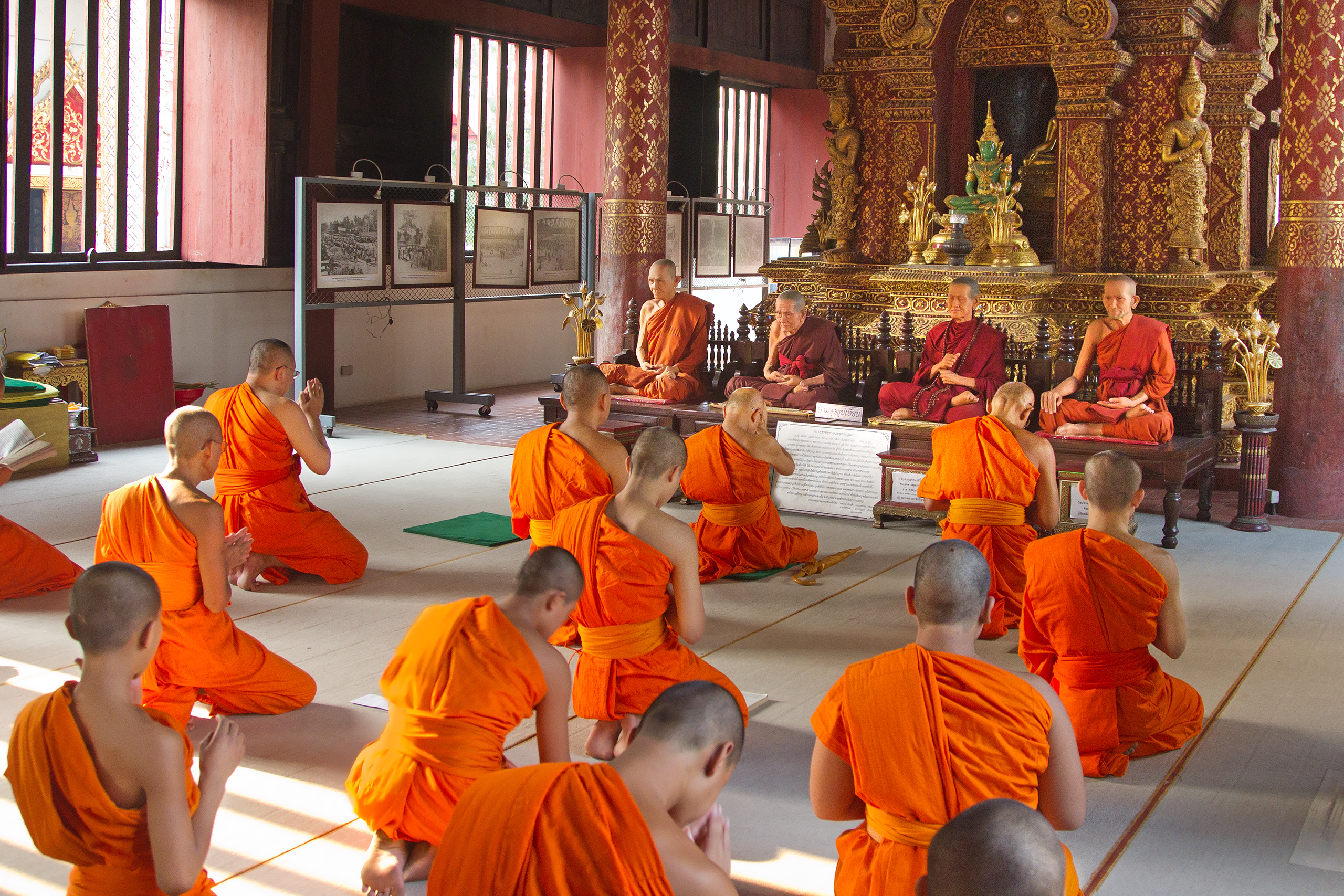
Boeddhistische monniken in Wat Phra Singh

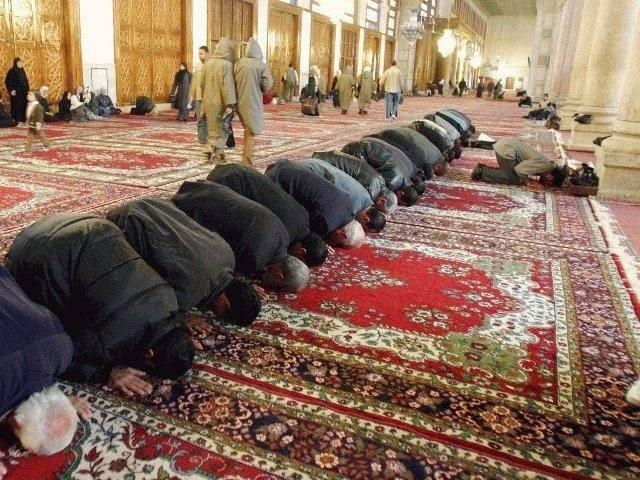
Moslims biddend in de Grote moskee van Damascus met het gezicht in de richting van Mekka.

Knielen is een lichaamshouding waarbij men op beide knieën zit terwijl de rug recht blijft. In religies geeft deze houding blijk van eerbied, dankbaarheid  en/of onderdanigheid. Het is een veel gebruikte houding bij bidden.
Naast de belangrijke functies als religieus gebruik, is het knielen een gewone houding die men aanneemt wanneer men werkzaamheden op de grond verricht en daarbij met beide knieën op de grond zit.

## In religies
In het christendom zijn er speciale knielbanken en bidstoelen met een verhoging waarop men de knieën kan plaatsen. Op deze verhoging kan eventueel een kussen geplaatst worden. In de Mis knielen de katholieke gelovigen van oudsher tijdens het Eucharistisch gebed (met name tijdens de consecratie), bij het ontvangen van de Heilige Communie en tijdens het persoonlijk gebed na het ontvangen van de Heilige Communie.
In de islam en het boeddhisme zit men met het zitvlak op de voeten op de grond. Hierbij is de rug enigszins gebogen.

## Kniebuiging
Een kniebuiging is een groet waarbij men een grote eerbiedigheid toont. Hierbij zakt men door één knie of raakt men met één knie de grond aan, waarbij de rug recht blijft. In 16e en 17e eeuw was het voor vrouwen de manier om belangrijke personen te groeten. Mannen maakten een 'normale' buiging. Deze vorm van groeten bestaat in sommige kringen nog steeds, hoewel dit alleen wordt geleerd aan jongedames.
In veel landen is het voor vrouwen nog gebruikelijk om het hoofd van een koningshuis zo te groeten. In Nederland heeft Koningin Juliana dit echter afgeschaft.
In het christendom, met name in het katholicisme, wordt de kniebuiging ook gepraktiseerd. Hierbij groet men het Allerheiligste in het Tabernakel. Dit dienen de gelovigen te doen bij binnenkomst en buitengaan van een kerk.

## Diepe kniebuiging
Een diepe kniebuiging is een groet waarbij men de grootste eerbied kan tonen.
Hierbij knielt men op beide knieën en raakt met het hoofd de grond aan.
Deze vorm van groeten wordt in het katholicisme gebruikt bij een uitstelling van het Allerheiligste.
In de islam wordt zij gedaan in verschillende delen van het gebed. In het boeddhisme wordt zij meestal drie maal achtereen gedaan.

## Knielen in de sport
Als lichaamsbeweging kunnen kniebuigingen een oefening om zijn de spieren te strekken.
Hierbij beweegt men op en neer door telkens te hurken en te staan.
Een geknielde zit (de judozit) is bij judo de rusthouding van de leerlingen tijdens de lessen, en de starthouding bij het oefenen van het grondgevecht.

## Knielen bij dieren
Knielen is ook een oefening in de paardendressuur. Bij het knielen dient het paard op 2 gebogen voorbenen te rusten. Het hoofd wordt met rust gelaten.

## Knielen in de christelijke iconografie

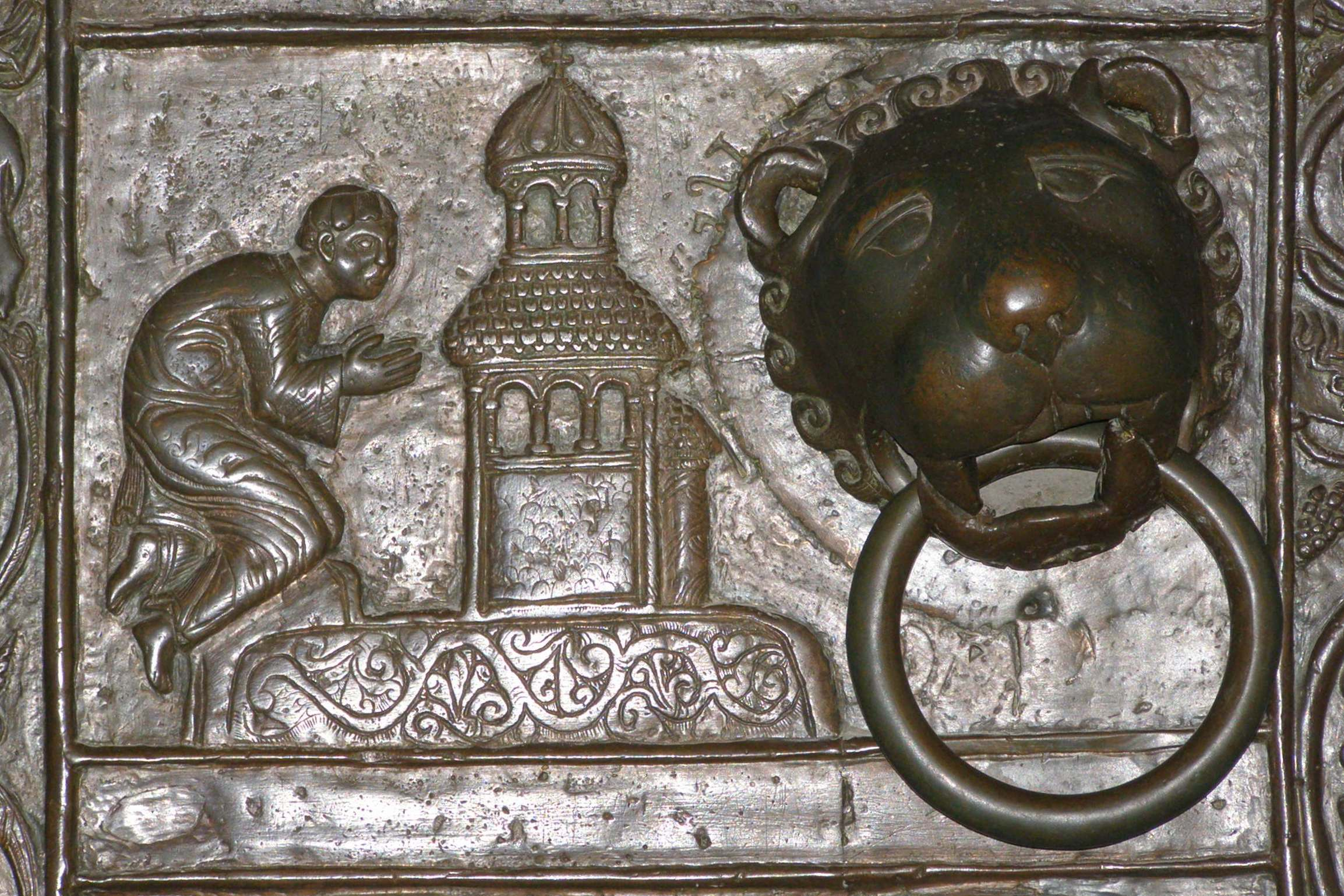
Adalbert in gebed Gniezno Deuren 12e eeuw
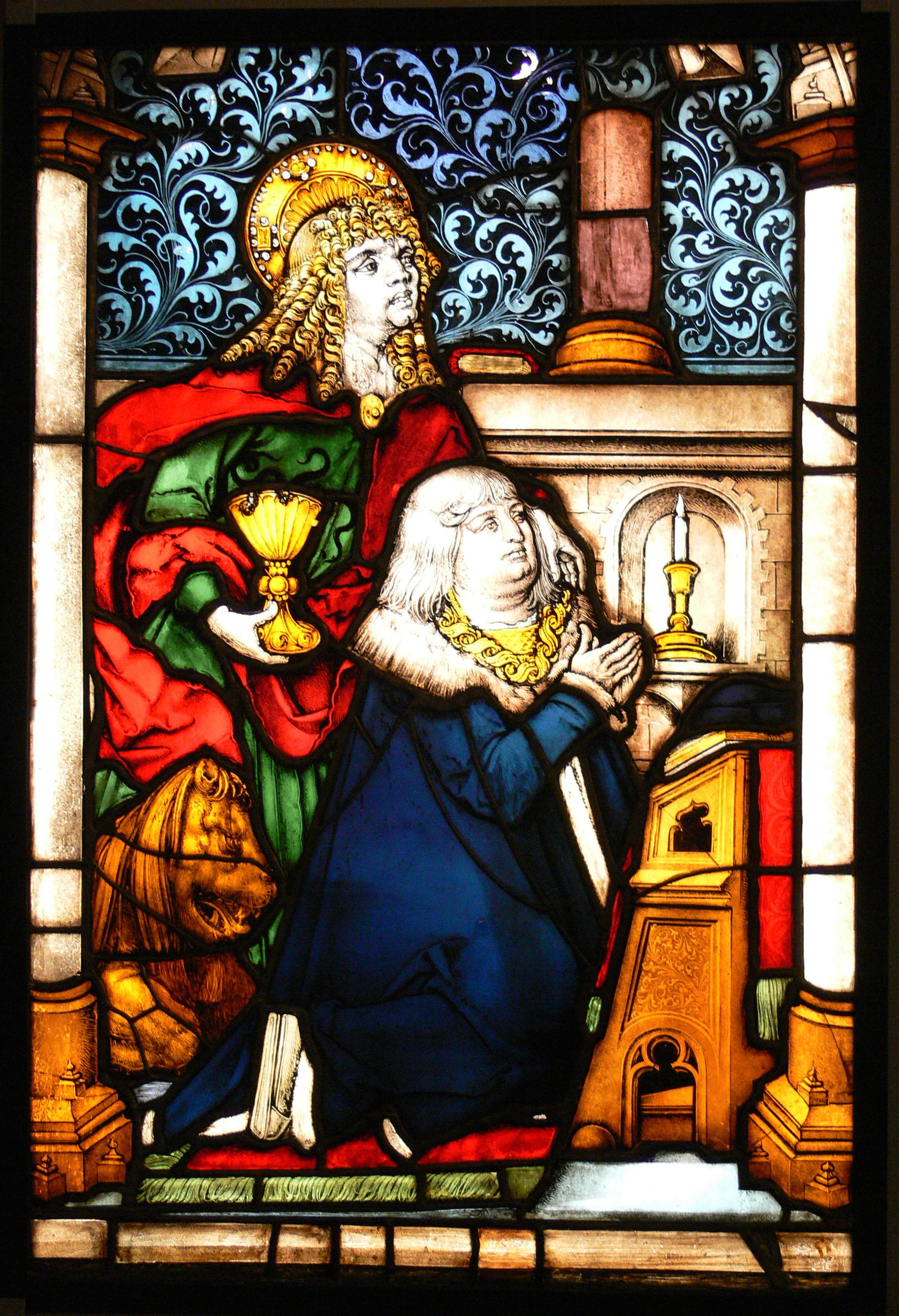
Albrecht IV van Beieren
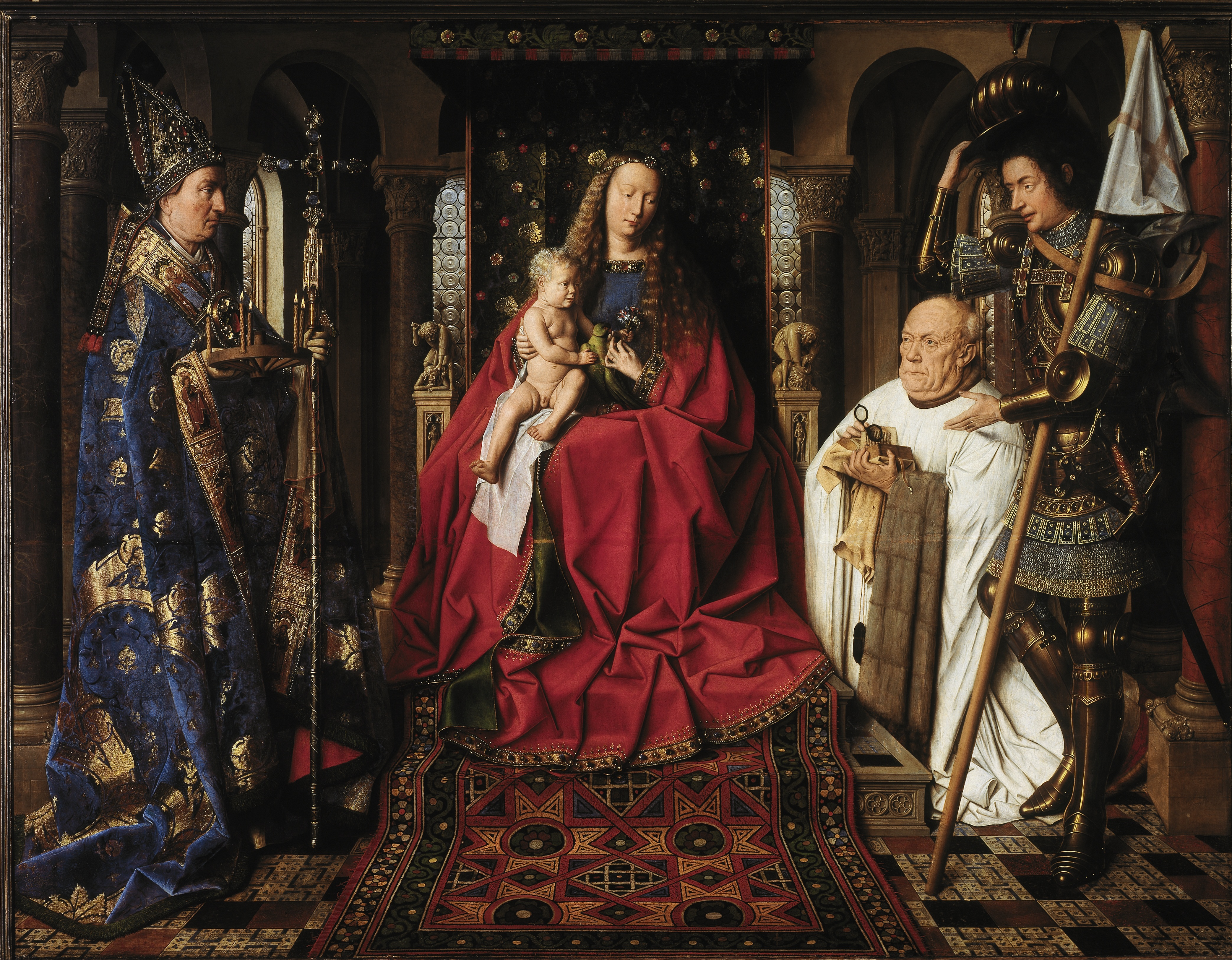
Madonna met kanunnik Joris van der Paele Jan van Eyck 15e eeuw
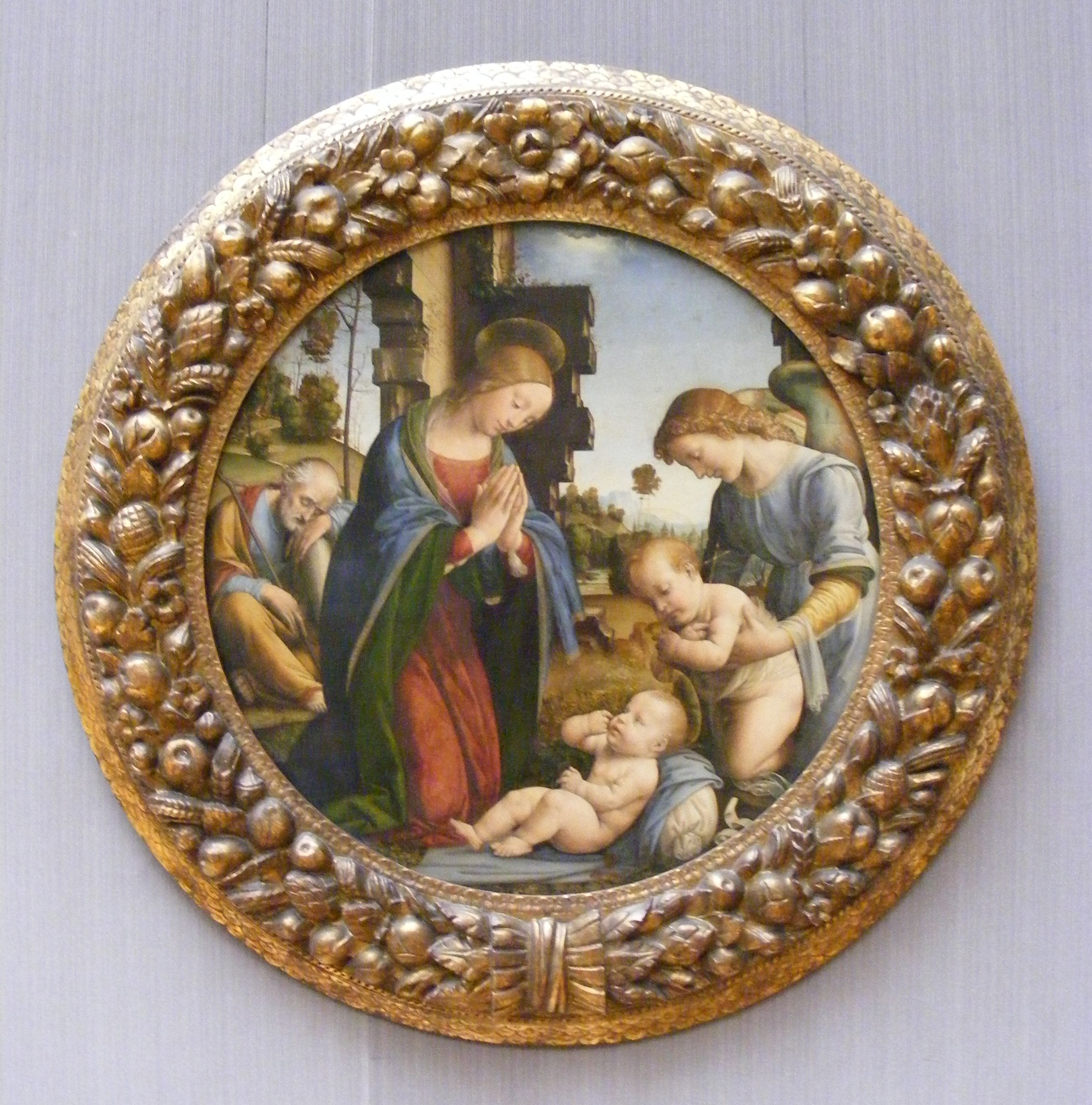
Nativiteit Lorenzo di Credi 16e eeuw
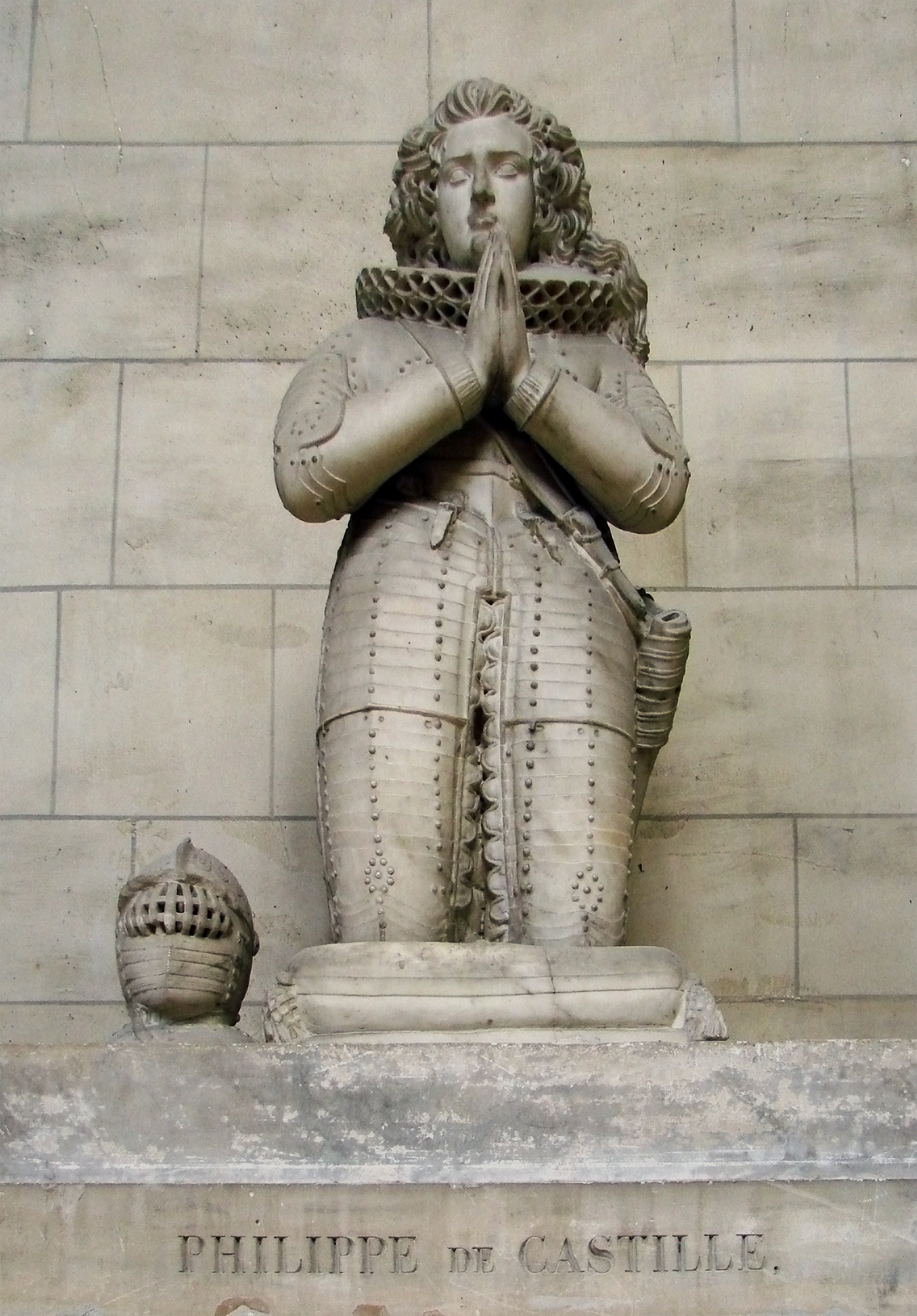
Philips van Castilië 17e eeuw
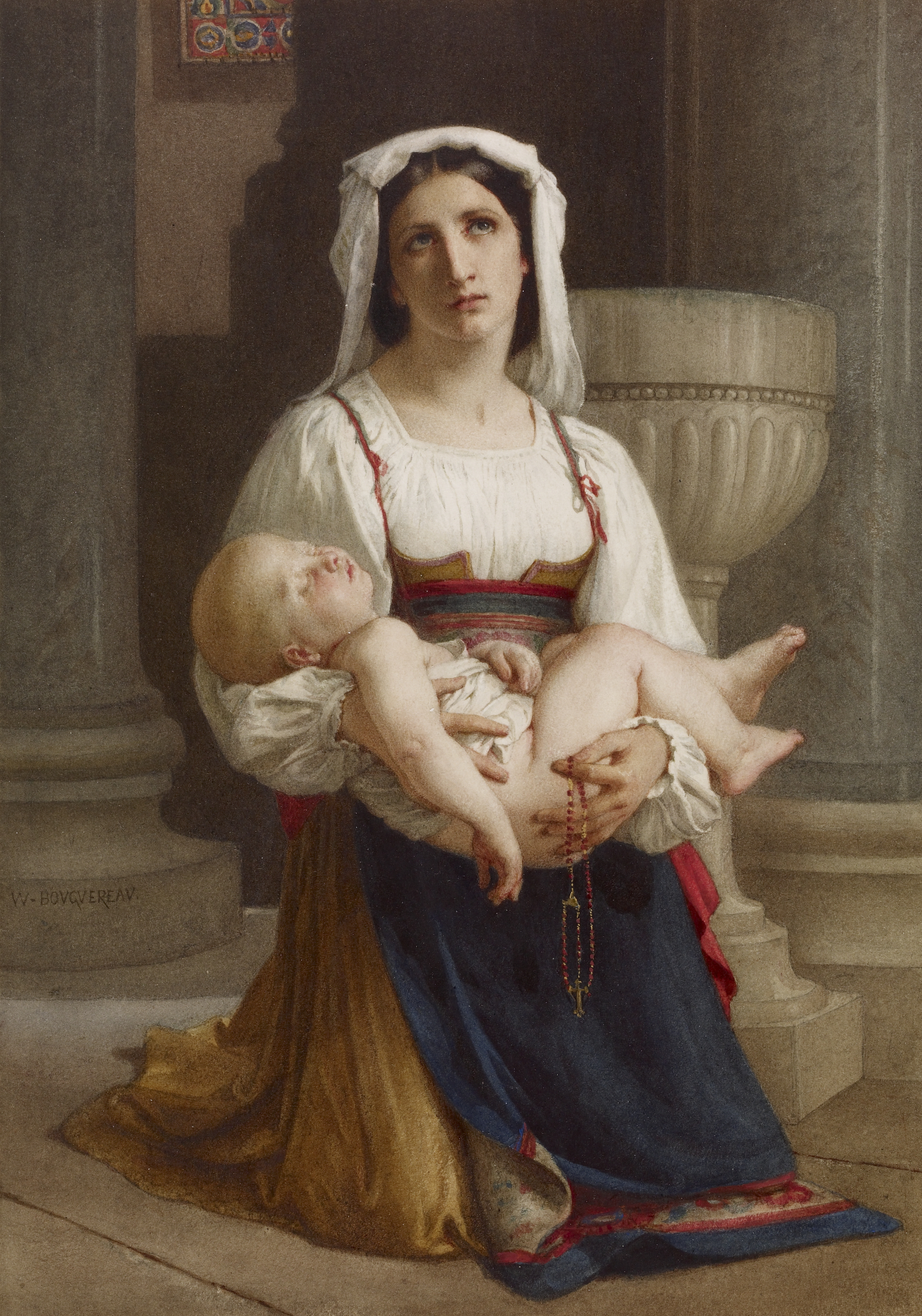
Italiaanse boerin met kind William-Adolphe Bouguereau 18e-19e eeuw
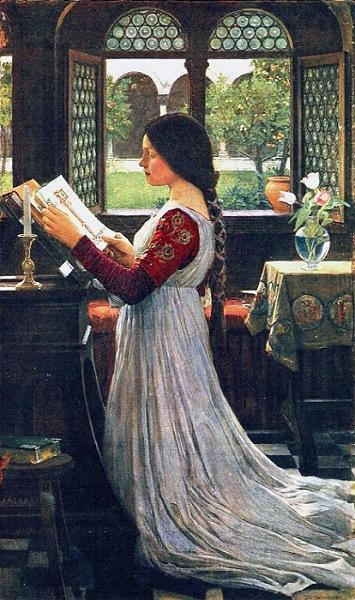
The Missal John William Waterhouse 20e eeuw